# Haematopota coalescens
Haematopota coalescens är en tvåvingeart som beskrevs av H. Oldroyd 1952. Haematopota coalescens ingår i släktet Haematopota och familjen bromsar.
Artens utbredningsområde är Kongo. Inga underarter finns listade i Catalogue of Life.